# Gerald Díaz
Gerald Jadiel Díaz Agrait (Caguas, 29 marzo 1999) è un calciatore portoricano, centrocampista del Miami FC e della nazionale portoricana.

## Carriera

### Club
Ha giocato nella terza divisione spagnola.

### Nazionale
Il 13 giugno 2017 ha esordito con la nazionale portoricana giocando l'amichevole pareggiata 0-0 contro l'Indonesia.
Ha segnato il suo primo gol in nazionale il 16 ottobre 2019 in occasione della vittoria per 3-2 su Anguilla, valida per la CONCACAF Nations League 2019-2020.

## Statistiche

### Presenze e reti nei club
Statistiche aggiornate al 3 giugno 2021.
| Stagione        | Squadra         | Campionato      | Campionato | Campionato | Coppe nazionali | Coppe nazionali | Coppe nazionali | Coppe continentali | Coppe continentali | Coppe continentali | Altre coppe | Altre coppe | Altre coppe | Totale | Totale |
| Stagione        | Squadra         | Comp            | Pres       | Reti       | Comp            | Pres            | Reti            | Comp               | Pres               | Reti               | Comp        | Pres        | Reti        | Pres   | Reti   |
| --------------- | --------------- | --------------- | ---------- | ---------- | --------------- | --------------- | --------------- | ------------------ | ------------------ | ------------------ | ----------- | ----------- | ----------- | ------ | ------ |
| 2020-2021       | Vilamarxant     | TD              | 11         | 1          | -               | -               | -               | -                  | -                  | -                  | -           | -           | -           | 11     | 1      |
| Totale carriera | Totale carriera | Totale carriera | 11         | 1          |                 | -               | -               |                    | -                  | -                  |             | -           | -           | 11     | 1      |

### Cronologia presenze e reti in nazionale
| Cronologia completa delle presenze e delle reti in nazionale ― Porto Rico | Cronologia completa delle presenze e delle reti in nazionale ― Porto Rico | Cronologia completa delle presenze e delle reti in nazionale ― Porto Rico | Cronologia completa delle presenze e delle reti in nazionale ― Porto Rico | Cronologia completa delle presenze e delle reti in nazionale ― Porto Rico | Cronologia completa delle presenze e delle reti in nazionale ― Porto Rico | Cronologia completa delle presenze e delle reti in nazionale ― Porto Rico | Cronologia completa delle presenze e delle reti in nazionale ― Porto Rico |
| Data                                                                      | Città                                                                     | In casa                                                                   | Risultato                                                                 | Ospiti                                                                    | Competizione                                                              | Reti                                                                      | Note                                                                      |
| ------------------------------------------------------------------------- | ------------------------------------------------------------------------- | ------------------------------------------------------------------------- | ------------------------------------------------------------------------- | ------------------------------------------------------------------------- | ------------------------------------------------------------------------- | ------------------------------------------------------------------------- | ------------------------------------------------------------------------- |
| 13-6-2017                                                                 | Reggenza di Sleman                                                        | Indonesia                                                                 | 0 – 0                                                                     | Porto Rico                                                                | Amichevole                                                                | -                                                                         | 80’                                                                       |
| 17-11-2018                                                                | Belmopan                                                                  | Belize                                                                    | 1 – 0                                                                     | Porto Rico                                                                | CONCACAF Nations League 2019-2020 - Qualificazioni                        | -                                                                         |                                                                           |
| 24-3-2019                                                                 | Bayamón                                                                   | Porto Rico                                                                | 0 – 2                                                                     | Grenada                                                                   | CONCACAF Nations League 2019-2020 - Qualificazioni                        | -                                                                         | 30’                                                                       |
| 6-9-2019                                                                  | Tegucigalpa                                                               | Honduras                                                                  | 4 – 0                                                                     | Porto Rico                                                                | Amichevole                                                                | -                                                                         | 47’ 88’                                                                   |
| 11-9-2019                                                                 | Mayagüez                                                                  | Porto Rico                                                                | 0 – 5                                                                     | Guatemala                                                                 | CONCACAF Nations League 2019-2020 - Fase a gironi                         | -                                                                         | 5’                                                                        |
| 16-10-2019                                                                | The Valley                                                                | Anguilla                                                                  | 2 – 3                                                                     | Porto Rico                                                                | CONCACAF Nations League 2019-2020 - Fase a gironi                         | 1                                                                         |                                                                           |
| 17-11-2019                                                                | Città del Guatemala                                                       | Guatemala                                                                 | 5 – 0                                                                     | Porto Rico                                                                | CONCACAF Nations League 2019-2020 - Fase a gironi                         | -                                                                         |                                                                           |
| 19-11-2019                                                                | Bayamón                                                                   | Porto Rico                                                                | 3 – 0                                                                     | Anguilla                                                                  | CONCACAF Nations League 2019-2020 - Fase a gironi                         | -                                                                         |                                                                           |
| 24-3-2021                                                                 | San Cristóbal                                                             | Saint Kitts e Nevis                                                       | 1 – 0                                                                     | Porto Rico                                                                | Qual. Mondiali 2022                                                       | -                                                                         |                                                                           |
| 28-3-2021                                                                 | Mayagüez                                                                  | Porto Rico                                                                | 1 – 1                                                                     | Trinidad e Tobago                                                         | Qual. Mondiali 2022                                                       | -                                                                         | 29’ 62’                                                                   |
| 3-6-2021                                                                  | Mayagüez                                                                  | Porto Rico                                                                | 7 – 0                                                                     | Bahamas                                                                   | Qual. Mondiali 2022                                                       | 1                                                                         |                                                                           |
| 8-6-2021                                                                  | Basseterre                                                                | Guyana                                                                    | 0 – 2                                                                     | Porto Rico                                                                | Qual. Mondiali 2022                                                       | -                                                                         | 62’                                                                       |
| 10-6-2022                                                                 | George Town                                                               | Isole Cayman                                                              | 0 – 3                                                                     | Porto Rico                                                                | CONCACAF Nations League 2022-2023 - Fase a gironi                         | -                                                                         | 85’                                                                       |
| 13-6-2022                                                                 | Mayagüez                                                                  | Porto Rico                                                                | 6 – 0                                                                     | Isole Vergini Britanniche                                                 | CONCACAF Nations League 2022-2023 - Fase a gironi                         | 1                                                                         | 45’                                                                       |
| 23-3-2023                                                                 | Tortola                                                                   | Isole Vergini Britanniche                                                 | 1 – 3                                                                     | Porto Rico                                                                | CONCACAF Nations League 2022-2023 - Fase a gironi                         | -                                                                         |                                                                           |
| 27-3-2023                                                                 | Bayamón                                                                   | Porto Rico                                                                | 5 – 1                                                                     | Isole Cayman                                                              | CONCACAF Nations League 2022-2023 - Fase a gironi                         | 1                                                                         | 86’                                                                       |
| 18-6-2023                                                                 | Fort Lauderdale                                                           | Suriname                                                                  | 0 – 0 (3 - 4 dtr)                                                         | Porto Rico                                                                | Qual. Gold Cup 2023                                                       | -                                                                         | 10’                                                                       |
| 21-6-2023                                                                 | Fort Lauderdale                                                           | Martinica                                                                 | 2 – 0                                                                     | Porto Rico                                                                | Qual. Gold Cup 2023                                                       | -                                                                         | 87’                                                                       |
| 10-9-2023                                                                 | Nassau                                                                    | Bahamas                                                                   | 1 – 6                                                                     | Porto Rico                                                                | CONCACAF Nations League 2023-2024 - 1º Turno                              | 2                                                                         |                                                                           |
| 13-9-2023                                                                 | Bayamón                                                                   | Porto Rico                                                                | 5 – 0                                                                     | Antigua e Barbuda                                                         | CONCACAF Nations League 2023-2024 - 1º Turno                              | 3                                                                         |                                                                           |
| Totale                                                                    |                                                                           | Presenze                                                                  | 20                                                                        |                                                                           | Reti                                                                      | 9                                                                         |                                                                           |